# Кеър
Кѐър (на английски: Cahir; на ирландски: Cathair Dhún Iascaigh) е град в централната южна част на Ирландия, провинция Мънстър, на графство Типърари. Разположен е около река Шур. Намира се на 16 km западно от административния център на южната част на графство Типърари град Клонмел. Шосеен транспортен възел. Има жп гара, открита на 1 май 1852 г. Населението му е 3381 души от преброяването през 2006 г. 

## Побратимени градове
- Скарбъроу, Англия

1. ↑  beyond2020.cso.ie